# Antoine Nompar de Caumont
Antoine Nompar de Caumont, I duca di Lauzun (Lauzun, 1632 – Parigi, 19 novembre 1723), è stato un nobile e generale francese; guidò le truppe francesi nella battaglia del Boyne.

## Biografia

### I primi anni a corte
Figlio di Gabriel, Conte di Lauzun, e di Charlotte sua moglie, proveniente dalla casata dei De La Force. Venne allevato con i figli di un parente, il maresciallo de Gramont. Uno di questi, Armand de Gramont, divenne amante di Enrichetta Anna Stuart, duchessa di Orléans, mentre un'altra figlia, Catherine Charlotte, poi principessa di Monaco per matrimonio con Luigi Grimaldi, fu l'oggetto del desiderio di Lauzun.
Lauzun entrò nell'esercito e prestò servizio sotto Henri de La Tour d'Auvergne, visconte di Turenne, divenendo suo uomo di fiducia e succedendo al padre nel 1655 come comandante dei cent gentilshommes de la maison de roi. Puyguilhem (o Péguilin) ascese rapidamente nei favori di Luigi XIV di Francia, divenendo colonnello del reggimento dei dragoni reali e venendo nominato Maresciallo di Campo. Luigi XIV apprezzava il suo modo spigliato di condurre le cose, ma con lui era talvolta violento e geloso soprattutto da quando Lauzun impedì un incontro tra Luigi XIV e la principessa di Monaco, così come era palese la sua ostilità nei confronti di Louise de la Vallière. Chiese pertanto a Françoise-Athénaïs di Montespan, altra amante del re, di assicurargli il posto di gran maestro dell'artiglieria ma, al rifiuto di Luigi XIV egli si adirò moltissimo voltandogli le spalle e spezzandosi la spada, asserendo di non voler più combattere per un monarca come Luigi XIV. Dopo un breve soggiorno alla Bastiglia, Lauzun fece ritorno alla corte di Versailles.
Nel frattempo Francia e Spagna si stavano preparando all'invasione dell'Inghilterra e Lauzun era intenzionato a prendervi parte. Egli chiese ed ottenne il comando sotto il maresciallo de Vaux ma nel novembre 1679 l'invasione venne rimandata per via di complicazioni e del tardo arrivo degli spagnoli.

### La prima prigionia
Nel frattempo, Anna Maria Luisa, Duchessa di Montpensier (La Grande Mademoiselle) si era invaghita di Lauzun e i due avevano pensato di sposarsi il 21 dicembre 1670. La duchessa ottenne inizialmente il permesso di sposarlo, purché in forma privata visto il rango inferiore del conte, ma poi Luigi XIV cambiò opinione ed impedì il matrimonio e, grazie alla complicità di Madame de Montespan (che non aveva mai dimenticato la furia e l'oltraggio che Lauzun le aveva causato dopo che ella aveva fallito la sua consegna nel tentativo di nominarlo gran maestro d'artiglieria), e di François-Michel le Tellier, marchese di Louvois, lo assicurò nuovamente agli arresti nel 1671, facendolo condurre dapprima alla Bastiglia e poi a Pinerolo, dove gli venne apposta la massima sicurezza. Ad ogni modo egli ottenne occasionalmente di poter incontrare altri prigionieri, come Nicolas Fouquet o Eustache Dauger.
Nei suoi rapporti ai superiori a Parigi, il governatore della prigione, Bénigne Dauvergne de Saint-Mars, raccontava di come Lauzun desse segni di evidente pazzia già a quel tempo: la sua cella era un costante disordine ed era solito lasciarsi crescere la barba a tal punto da farlo sembrare un selvaggio. Tentò di fuggire scavando un tunnel ma venne scoperto.
Era ormai chiaro che la libertà di Lauzun dipendeva dalla sua rinuncia al principato di Dombes, alla contea di Eu e al ducato di Aumale in favore del piccolo Luigi Augusto di Borbone, duca del Maine, figlio maggiore di Luigi XIV e di Madame de Montespan. Lauzun, dopo dieci anni di prigione, si rifiutò di siglare il documento, ma dopo un breve soggiorno di prigionia a Chalon-sur-Saône cambiò la propria opinione. 
Quand'anche venne lasciato libero, Luigi XIV lo fece controllare per impedire il suo matrimonio con Madame de Montpensier, che forse però avvenne segretamente: infatti la duchessa lo chiamò marito anche pubblicamente e nelle sue lettere lo definì "caro marito", perfino nella lettera che accompagnava il suo testamento, lasciandolo suo erede. Lui stesso si (ri)sposò solo dopo la morte della duchessa, scrivendo poi in una lettera al futuro suocero che era felice di avere una "seconda moglie".

### Al servizio dell'Inghilterra
Sposato o no, Lauzun iniziò a corteggiare apertamente la figlia di Nicolas Fouquet che aveva visto a Pinerolo. Venne reintrodotto a corte con l'intento di sposare la Fouquet, la quale ad ogni modo sposò il marchese d'Uzès nel 1683.
Nel 1685 Lauzun si recò in Inghilterra a cercare fortuna presso Giacomo II d'Inghilterra, servendo sotto il comando del duca di York nelle Fiandre. Riuscì rapidamente ad ottenere un grande successo anche presso la corte inglese. Nel 1688 fu nuovamente in Inghilterra organizzando l'esilio della regina Maria Beatrice d'Este e del principe infante, accompagnandoli a Calais e poi a Vincennes su precise istruzioni di Luigi XIV.
Nell'autunno del 1689 ottenne il comando della spedizione a Brest al servizio dell'Inghilterra, salpando con l'anno venturo. Lauzun si comportò onestamente al servizio di Giacomo II in Irlanda, ma non aveva esperienza sul campo e seguì ciecamente Richard Talbot, conte di Tyrconnel. Dopo la Battaglia di le Boyne la loro flotta attaccò Limerick. Nel settembre di quell'anno Lauzun tornò in Francia, a Versailles, ma solo per scoprire che ormai non aveva alcuna possibilità di fare ritorno entro i favori di Luigi XIV dopo il pregevole servizio armato prestato all'Inghilterra. Tuttavia ottenne che il suo titolo di Conte fosse elevato nel 1692 al rango di Duca.

### Gli ultimi anni
Mademoiselle de Montpensier morì nel 1693 e due anni dopo Lauzun sposò Genevieve de Durfort, figlia di Guy Aldonce II de Durfort, maresciallo duca di Lorges. Alla sua morte, il ducato passò al marito di sua nipote, Charles Armand de Gontaut.